# Klassifizierung der Berufe
In Deutschland waren fast 20 Jahre zwei unterschiedliche nationale Berufsklassifikationen im Einsatz: die Klassifizierung der Berufe der Bundesagentur für Arbeit in der Fassung von 1988 (KldB 1988) sowie die überarbeitete Version des Statistischen Bundesamtes von 1992 (KldB 1992). Beide Berufsklassifikationen basieren nicht auf der International Standard Classification of Occupations (ISCO), sondern stellen unabhängige, deutschlandspezifische Klassifikationssysteme dar. Da sowohl die KldB 1988 als auch die KldB 1992 die aktuelle Berufsstruktur in Deutschland nicht mehr realitätsnah abbilden konnten, hat die Bundesagentur für Arbeit eine neue Berufsklassifikation entwickelt: die Klassifikation der Berufe 2010 (KldB 2010). Sie wurde ab dem Jahr 2011 deutschlandweit eingeführt und löste die zwei bisher gültigen nationalen Berufsklassifikationen (KldB 1988 und KldB 1992) ab. Damit wird das Nebeneinander zweier verschiedener nationaler Berufsklassifikationen in Deutschland beendet. Außerdem ist die KldB 2010 – anders als die Vorgängerversionen – deutlich kompatibler zur internationalen Berufsklassifikation, der ISCO-08 (International Standard Classification of Occupations 2008). Dadurch wird die internationale Vergleichbarkeit von Berufsinformationen in den amtlichen Statistiken und in der Forschung deutlich verbessert.

## Hintergründe
Die Klassifizierung der Berufe von 1988 geht auf die Ende der 1960er Jahre entwickelte Berufsklassifikation von 1970 zurück, die zwischenzeitlich (1975) ergänzt und berichtigt wurde. Ihre Gliederungsstruktur wurde jedoch seither bis auf die unterste Klassifikationsebene – die Berufsklassen – weitgehend beibehalten. Bei der Klassifizierung der Berufe von 1992 handelt es sich um eine überarbeitete Version der Berufsklassifikation von 1975 (bzw. zuvor 1970). Beide Berufsklassifikationen stellen somit lediglich eine Weiterentwicklung bestehender Klassifikationen dar.
| Ebene | Bezeichnung der Ebene | KldB 1988 | KldB 1992 |
| ----- | --------------------- | --------- | --------- |
| 1     | Berufsbereiche        | 6         | 6         |
| 2     | Berufsabschnitte      | 33        | 33        |
| 3     | Berufsgruppen         | 86        | 88        |
| 4     | Berufsordnungen       | 334       | 369       |
| 5     | Berufsklassen         | 1991      | 2287      |

Der untersten Ebene der KldB 1988 werden rund 24.000 Berufsbenennungen zugeordnet. Diese werden im alphabetischen Verzeichnis der KldB 1988 gelistet. Im Zuge der Erarbeitung der KldB 1992 wurde dieses Verzeichnis weiter ergänzt. Im Ergebnis umfasst die KldB 1992 auf der untersten Ebene rund 29.500 Berufsbezeichnungen. Die in Deutschland eingesetzten Berufsklassifikationen können daher nicht ohne weiteres durch die ISCO ersetzt werden, bei der die Zuordnung einzelner Berufe vor allem auf Basis von Tätigkeitsbeschreibungen stattfindet. Die ISCO-88 (COM) wird deshalb hauptsächlich von privatwirtschaftlichen Unternehmen oder parallel zur KldB genutzt, um die europaweite Vergleichbarkeit statistischer Erhebungen zu gewährleisten.